# Neiva, Huila
Neiva este capitala departamentului Huila. Orașul este situat în valea râului Magdalena, în sudul Columbiei și are o populație de aproximativ 378.857 de locuitori. Datorită poziției sale geografice strategice, este unul dintre cele mai importante orașe din sudul Columbiei.

## Istoria
Neiva a fost fondat în 1539 de către Juan de Cabrera într-o zonă care aparține de municipiul Campoalegre. În 1550, Juan de Alonso y Arias a mutat orașul în municipiul Villavieja din prezent. În acest loc, orașul a fost distrus de triburile indigene în 1560. În 1612, orașul a fost fondat din nou în locul său actual, pentru a treia și ultima oară de către Diego de Ospina y Medinilla.
Neiva a devenit important în timpurile coloniale datorită poziției sale economice și strategice. Era situat pe calea comercială care lega Viceregatul din Peru cu Bogotá și Caracas. Orașul a fost declarat capitală a provinciei Neiva, formată din Neiva, La Plata, Timana și Purificacion. În 1905, orașul a devenit capitala noului departament Huila, care a fost desprins din Departamentul Tolima de către guvernul național.
În 1967, orașul a fost lovit de un cutremur grav, cu magnitudinea de 7,2 grade pe scara Richter. Cutremurul a distrus mai multe clădiri, inclusiv clădirea guvernatorului, Palacio de las 57 ventanas.

## Climă
| Date climatice pentru Neiva (1971–2000)                                     | Date climatice pentru Neiva (1971–2000) | Date climatice pentru Neiva (1971–2000) | Date climatice pentru Neiva (1971–2000) | Date climatice pentru Neiva (1971–2000) | Date climatice pentru Neiva (1971–2000) | Date climatice pentru Neiva (1971–2000) | Date climatice pentru Neiva (1971–2000) | Date climatice pentru Neiva (1971–2000) | Date climatice pentru Neiva (1971–2000) | Date climatice pentru Neiva (1971–2000) | Date climatice pentru Neiva (1971–2000) | Date climatice pentru Neiva (1971–2000) | Date climatice pentru Neiva (1971–2000) |
| Luna                                                                        | Ian                                     | Feb                                     | Mar                                     | Apr                                     | Mai                                     | Iun                                     | Iul                                     | Aug                                     | Sep                                     | Oct                                     | Nov                                     | Dec                                     | Anual                                   |
| --------------------------------------------------------------------------- | --------------------------------------- | --------------------------------------- | --------------------------------------- | --------------------------------------- | --------------------------------------- | --------------------------------------- | --------------------------------------- | --------------------------------------- | --------------------------------------- | --------------------------------------- | --------------------------------------- | --------------------------------------- | --------------------------------------- |
| Maxima medie °C (°F)                                                        | 32.8 (91)                               | 33.0 (91,4)                             | 32.7 (90,9)                             | 32.3 (90,1)                             | 32.5 (90,5)                             | 33.2 (91,8)                             | 33.7 (92,7)                             | 34.5 (94,1)                             | 34.6 (94,3)                             | 32.8 (91)                               | 31.5 (88,7)                             | 31.9 (89,4)                             | 32,96 (91,32)                           |
| Minima medie °C (°F)                                                        | 22.3 (72,1)                             | 22.4 (72,3)                             | 22.5 (72,5)                             | 22.4 (72,3)                             | 22.3 (72,1)                             | 22.2 (72)                               | 22.5 (72,5)                             | 22.9 (73,2)                             | 23.0 (73,4)                             | 22.4 (72,3)                             | 22.2 (72)                               | 22.1 (71,8)                             | 22,43 (72,38)                           |
| Ploaie mm (inches)                                                          | 106 (4.17)                              | 130 (5.12)                              | 151 (5.94)                              | 135 (5.31)                              | 89 (3.5)                                | 37 (1.46)                               | 33 (1.3)                                | 23 (0.91)                               | 65 (2.56)                               | 203 (7.99)                              | 216 (8.5)                               | 158 (6.22)                              | 1.346 (52,99)                           |
| Umiditate [%]                                                               | 69                                      | 68                                      | 70                                      | 72                                      | 70                                      | 64                                      | 58                                      | 55                                      | 57                                      | 67                                      | 75                                      | 73                                      | 66,5                                    |
| Nr. mediu de zile ploioase (≥ 1 mm)                                         | 11                                      | 12                                      | 14                                      | 15                                      | 15                                      | 12                                      | 10                                      | 8                                       | 10                                      | 16                                      | 18                                      | 14                                      | 155                                     |
| Ore însorite                                                                | 198                                     | 156                                     | 153                                     | 149                                     | 165                                     | 169                                     | 173                                     | 170                                     | 160                                     | 172                                     | 165                                     | 190                                     | 2.020                                   |
| Sursă: Instituto de Hidrología, Meteorología y Estudios Ambientales (IDEAM) |                                         |                                         |                                         |                                         |                                         |                                         |                                         |                                         |                                         |                                         |                                         |                                         |                                         |

## Orașe înfrățite
- Kungsbacka, Suedia
- Cadiz, Spania
- Gold Coast, Queensland, Australia
- Los Angeles, Statele Unite ale Americii
- Milan, Italia
- Bogotá, Columbia
- Lyon, Franța
- Malmö, Suedia
- Cartagena de Indias, Columbia
- Perth, Western Australia, Australia
- Leesburg, Florida, Statele Unite ale Americii
- Palembang,[2] South Sumatra, Indonezia

## Legături externe
- es  Neiva official website
- es  Opanoticias Daily Newspaper from Neiva
- es  La Nación Daily Newspaper from Neiva
- es  Diario del Huila Daily Newspaper